# Alv Gjestvang
Alv Gjestvang (13. září 1937 Østre Toten – 26. listopadu 2016) byl norský rychlobruslař.
Na mezinárodní scéně debutoval v roce 1956, kdy v závodě na 500 m na Zimních olympijských hrách vybojoval bronzovou medaili. Později téhož roku také poprvé startoval na Mistrovství světa (29. místo). Na další velké akci, světovém šampionátu 1959, se umístil na 36. příčce. Bronzovou medaili na zimní olympiádě 1960 neobhájil, tehdy skončil na sprinterské trati 500 m šestý. V následujících letech se účastnil pouze menších závodů a norských šampionátů, největším úspěchem jeho kariéry se však stala stříbrná medaile z pětistovky na ZOH 1964. Poslední starty absolvoval v roce 1965.